# Tenabo (gmina)

Położenie gminy Tenabo na mapie stanu Campeche

Tenabo – niewielka gmina w północnej części meksykańskiego stanu Campeche, położona na półwyspie Jukatan, nad Zatoką Meksykańską. Jest jedną z 11 gmin w tym stanie. Siedzibą władz gminy jest miasto Tenabo. Gminę utworzono w 1916 roku decyzją gubernatora stanu Campeche.

## Geografia gminy
Powierzchnia gminy wynosi 821 km², co czyni ją jedną z najmniejszych w stanie Campeche. Gmina w 2005 roku liczyła 9 050 mieszkańców. Powierzchnia gminy jest równinna, pokryta jest głównie wodami i lasami, które mają charakter lasów deszczowych oraz polami uprawnymi. Klimat jest ciepły i wilgotny z temperaturami rocznymi zawierającymi się w przedziale 20,8-33,4 °C.

## Gospodarka gminy
Ludność gminy jest zatrudniona według ważności w następujących gałęziach: rolnictwie, hodowli, leśnictwie, rybołówstwie, przemyśle, usługach i turystyce (głównie w pasie wybrzeża).
Najczęściej uprawia się kukurydzę, ryż, soję i fasolę. pomidory, arbuzy i pigwicę, a także wiele gatunków sadowniczych m.in. mango, awokado, pomarańcze i inne cytrusy oraz orzechy kokosowe.
Linia brzegowa w gminie Tenabo wynosi 43 km, co sprawia iż rybołówstwo jest ważną gałęzią aktywności ekonomicznej. Największym źródłem przychodów są połowy skorupiaków a w szczególności krewetek choć także odławiane są homary, langusty i kraby.